# Svartrå kirke
Svartrå Kirke er en kirkebygning i Svartrå distrikt, Falkenbergs kommun, Göteborgs Stift, Sverige.  Kirken blev bygget i det 12. århundrede.